# Comuna Ernei, Mureș
Ernei (în maghiară: Nagyernye, în germană: Rohrdachen) este o comună în județul Mureș, Transilvania, România, formată din satele Călușeri, Dumbrăvioara, Ernei (reședința), Icland, Săcăreni și Sângeru de Pădure.

## Demografie
Componența etnică a comunei Ernei
     Maghiari (65,38%)
     Romi (15,32%)
     Români (10,25%)
     Alte etnii (0,05%)
     Necunoscută (9%)
Componența confesională a comunei Ernei
     Reformați (42,41%)
     Romano-catolici (22,35%)
     Ortodocși (15,51%)
     Unitarieni (4,74%)
     Martori ai lui Iehova (2,11%)
     Fără religie (1,35%)
     Alte religii (2,29%)
     Necunoscută (9,24%)
Conform recensământului efectuat în 2021, populația comunei Ernei se ridică la 5.843 de locuitori, în creștere față de recensământul anterior din 2011, când fuseseră înregistrați 5.835 de locuitori. Majoritatea locuitorilor sunt maghiari (65,38%), cu minorități de romi (15,32%) și români (10,25%), iar pentru 9% nu se cunoaște apartenența etnică. Din punct de vedere confesional, cei mai mulți locuitori sunt reformați (42,41%), cu minorități de romano-catolici (22,35%), ortodocși (15,51%), unitarieni (4,74%), martori ai lui Iehova (2,11%) și fără religie (1,35%), iar pentru 9,24% nu se cunoaște apartenența confesională.

## Politică și administrație
Comuna Ernei este administrată de un primar și un consiliu local compus din 15 consilieri. Primarul, Ferenc Jánosi[*], de la Uniunea Democrată Maghiară din România, este în funcție din 1996. Începând cu alegerile locale din 2024, consiliul local are următoarea componență pe partide politice:
|  | Partid                                 | Consilieri | Componența Consiliului | Componența Consiliului | Componența Consiliului | Componența Consiliului | Componența Consiliului | Componența Consiliului | Componența Consiliului | Componența Consiliului | Componența Consiliului | Componența Consiliului | Componența Consiliului | Componența Consiliului | Componența Consiliului | Componența Consiliului |
|  | -------------------------------------- | ---------- | ---------------------- | ---------------------- | ---------------------- | ---------------------- | ---------------------- | ---------------------- | ---------------------- | ---------------------- | ---------------------- | ---------------------- | ---------------------- | ---------------------- | ---------------------- | ---------------------- |
|  | Uniunea Democrată Maghiară din România | 14         |                        |                        |                        |                        |                        |                        |                        |                        |                        |                        |                        |                        |                        |                        |
|  | Partidul Național Liberal              | 1          |                        |                        |                        |                        |                        |                        |                        |                        |                        |                        |                        |                        |                        |                        |

## Simboluri
Actuala stemă al comunei Ernei a fost adoptată de Guvernul României în 27 iulie 2011 cu numărul 698. Stema se compune dintr-un scut triunghiular cu marginile rotunjite, tăiat. Stema comunei se compune dintr-un scut triunghiular cu marginile rotunjite, despicat și trimbrat de o coroană murală de argint cu un turn crenelat. În partea superioară, în dreapta, în câmp argintiu, se află un pepene de aur pe o frunză verde care face referire la ocupația tradițională a locuitorilor satului. În partea superioară, în stânga, în câmp albastru, se află o barză de argint, simbol al stabilității și devoțiunii familiale și totodată, reprezintă pasărea ocrotită în zonă. În vârful scutului, în câmp verde, se află Soarele și Luna care fac referire la bogata istorie a localităților comunei care se aflau în Scaunul Mureș.

## Stație de emisie
La sud de Ernei la 46°35'35"N 24°38'0"E este un transmițător de undă medie care funcționează pe frecvența 1323 kHz cu o putere de transmisie de 15 kW. La anumite ore, acest post difuzează programe în limba germană, care astăzi sunt printre puținele programe în limba germană din această bandă de frecvență și pot fi recepționate și în Germania.

## Personalități născute aici
- Vilmos Szabó (1942 - 2009), pictor.

## Vezi și
- Biserica unitariană din Călușeri
- Castelul Teleki din Dumbrăvioara
- Biserica reformată din Dumbrăvioara
- Dealurile Târnavelor și Valea Nirajului (arie de protecție specială avifaunistică)